# Raionul Oceacov, județul Oceacov
Raionul Oceacov a fost unul din cele patru raioane ale județului Oceacov din Guvernământul Transnistriei între 1941 și 1944.